# Чистов, Виктор Валентинович
Виктор Валентинович Чистов (12 января 1972, Горький) — российский хоккеист, вратарь. Заслуженный мастер спорта России (2002).

## Биография
Воспитанник горьковского Торпедо. Первые клубы — норильский «Заполярник», «Кварц» Бор, «Горняк» Оленегорск. В сезоне 1994/95 играл за московские «Крылья Советов». Следующий сезон пропустил из-за восстановления после тяжёлой операции по поводу грыжи межпозвоночных дисков. Играл за клубы ЦСК ВВС Самара (1996/97), «Липецк» (1997/98 — 1998/99), «Северсталь» Череповец (1999/2000 — 2004/05), ХК МВД (2004/05 — 2005/06), «Торпедо» НН (2006/07), «Дмитров» (2007/08).
Серебряный призёр чемпионат мира 2002.
Серебряный (2003) и бронзовый (2001) призёр чемпионата России.
Спортивный директор профсоюза игроков и тренеров КХЛ.